# La Couarde-sur-Mer
La Couarde-sur-Mer is een gemeente in het Franse departement Charente-Maritime (regio Nouvelle-Aquitaine). De plaats maakt deel uit van het arrondissement La Rochelle. Het is een van de tien gemeenten op het eiland Île de Ré. La Couarde-sur-Mer telde op 1 januari 2022 1.112 inwoners.

## Geografie
De oppervlakte van La Couarde-sur-Mer bedroeg op 1 januari 2022 8,8 vierkante kilometer; de bevolkingsdichtheid was toen 126,4 inwoners per km².
De onderstaande kaart toont de ligging van La Couarde-sur-Mer met de belangrijkste infrastructuur en aangrenzende gemeenten.

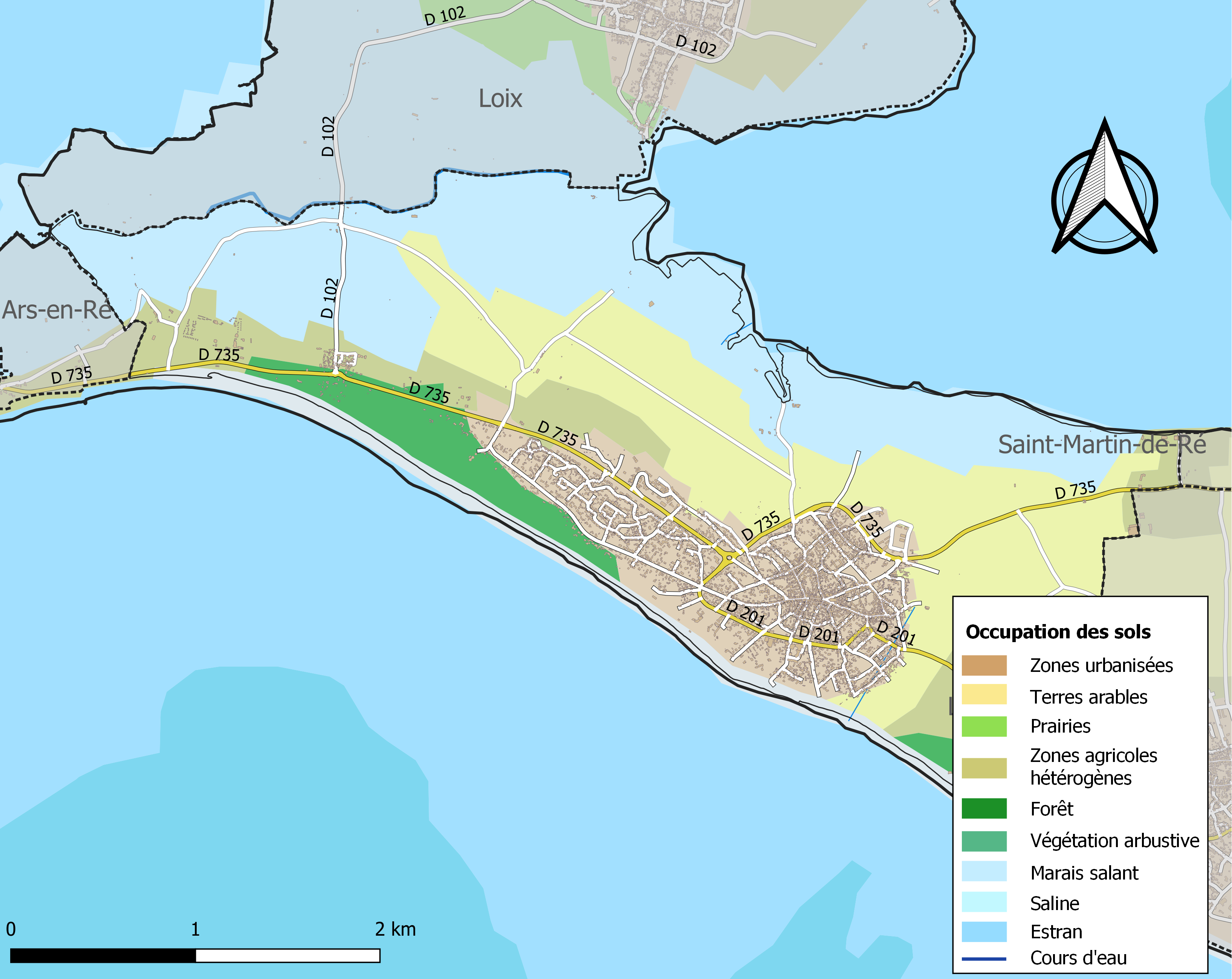

## Demografie
Onderstaande figuur toont het verloop van het inwonertal (bron: INSEE-tellingen).